# 准噶尔乌头
准噶尔乌头（学名：Aconitum soongaricum）为毛茛科乌头属下的一个种。

## 扩展阅读
- 維基物種上的相關：准噶尔乌头